# 1916 en philosophie
Chronologie de la philosophie
- 1912
- 1913
- 1914
- 1915
- 1916
- 1917
- 1918
- 1919
- 1920

L’année 1916 a été marquée, en philosophie, par les événements suivants :

## Publications
- Robin G. Collingwood, Religion and Philosophy
- John Dewey, Democracy and Education: An Introduction to the Philosophy of Education
- Emma Goldman, "The Philosophy of Atheism", Mother Earth X:12 (February)

## Naissances
- 4 mars : Hans Eysenck (Allemagne-Angleterre, -1997)
- 29 mars : Peter Geach (Angleterre, -2013)
- 14 juin : Georg Henrik von Wright (Finlande, -2003)
- 15 juin : Herbert A. Simon (USA, -2001)

## Décès
- 19 février : Ernst Mach, physicien et philosophe autrichien, né en 1838, mort à 78 ans.
- 14 septembre : Pierre Duhem (France, 1861-)